# 木浦駅
座標: 北緯34度47分31.13秒 東経126度23分14.31秒 / 北緯34.7919806度 東経126.3873083度
木浦駅（モクポえき）は、大韓民国全羅南道木浦市湖南洞にある韓国鉄道公社の駅。湖南線、および湖南線に乗り入れているKTXの終着駅で、大韓民国領内で最西端に位置する駅でもある。
駅前周辺には木浦市の中心街が広がっており、駅前を通る市内バス路線も多い。
また、駅からは多少離れているが、木浦港からは済州島、および西南部の多島海の島嶼とを結ぶ船便が多く発着する。

## 利用可能な鉄道路線
- 韓国鉄道公社
  - 韓国高速鉄道 (KTX)
  - 湖南線

## 駅構造
頭端式ホーム4面6線の地上駅。駅舎（線路西側のみ、改札も）は韓国独立後建てられた鉄筋コンクリート製の駅舎を、KTX開業に際して一部増改築したものである。 

### のりば
| ホーム | 路線   | 種別                            | 行先                                                           | 備考 |
| ------ | ------ | ------------------------------- | -------------------------------------------------------------- | ---- |
| 1 - 6  | 湖南線 | KTX・ITX-セマウル・ムグンファ号 | 光州松汀・光州・益山・西大田・天安・龍山・順天・馬山・釜田方面 |      |

## 歴史
- 1913年1月11日 - 開業。

## 駅周辺
- 儒達山
- 木浦文化院（旧日本領事館、旧木浦市庁）
- 旧東洋拓殖株式会社木浦支店
- 旧湖南銀行木浦支店（現・新韓銀行）

## 隣の駅
韓国鉄道公社
韓国高速鉄道 (KTX)
羅州駅 - 木浦駅
湖南線
任城里駅 - 木浦駅